# Prospalta grandirena
Prospalta grandirena är en fjärilsart som beskrevs av George Francis Hampson 1902. Prospalta grandirena ingår i släktet Prospalta och familjen nattflyn. Inga underarter finns listade i Catalogue of Life.